# 이고르 지 카마르구
이고르 아우베르트 힝크 지 카마르구(Igor Albert Rinck de Camargo, 1983년 5월 12일, 포르투펠리즈 ~ )는 브라질 출신의 벨기에 축구 선수로, 현재 RWDM47에서 스트라이커로 활약하고 있다.

## 클럽 경력
지 카마르구는 스탕다르 리에주의 주축 선수였으며, 그는 17세였을 때부터 벨기에에서 축구를 하였다. 2009년 1월, 그는 2013년 6월까지 지속되는 연장계약을 체결하였다. 그는 2009-10 시즌에 한 리그경기를 제외하고 전 경기 출장하였으며, 7골을 득점하였다. 그는 윙어로도 기용 가능하다.
2010년 4월 22일, 그는 보루시아 묀헨글라트바흐로 시즌 종료 후 이적 확정이 발표되었다.

## 국가대표 경력
지 카마르구는 벨기에 시민권을 획득한 후, 2009년 2월, 슬로베니아전에서 벨기에 국가대표 데뷔전을 치루었다.